# La Petite Fille au bout du chemin
Pour plus de détails, voir Fiche technique et Distribution.
La Petite Fille au bout du chemin (The Little Girl Who Lives Down the Lane) est un film franco-canadien réalisé par Nicolas Gessner, sorti en 1976.

## Synopsis
À Wells Harbor dans le Maine, une petite fille de 13 ans, Rynn Jacobs, vit toute seule dans une grande maison depuis la mort soudaine et mystérieuse de son père qu'elle essaie de dissimuler. Ses ennuis commencent lorsque le fils de sa propriétaire, Frank Hallet, qui manifeste un intérêt évident pour elle, lui rend visite. Avec sa mère, ils vont constituer une menace pour Rynn. Cependant, la petite fille rencontre le jeune Mario Podesta avec lequel elle se lie d'amitié et qui va lui venir en aide.

## Fiche technique
- Titre français : La Petite Fille au bout du chemin
- Titre original : The Little Girl Who Lives Down the Lane
- Réalisateur : Nicolas Gessner
- Scénario : Laird Koenig, d'après son roman éponyme (Éditions Coward, McCann & Geoghegan, États-Unis, 1973)
- Musique : Christian Gaubert
- Photographie : René Verzier
- Montage : Yves Langlois
- Production : Zev Braun
- Sociétés de production : Filmedis (France), Filmel (France), ICL (États-Unis), Carnelian Productions (Canada)
- Sociétés de distribution : LCJ,  American International Pictures, Cinema International Corporation (CIC)
- Pays de production :  France,  Canada
- Langue : anglais
- Tournage extérieur au  Canada : Montréal , Knowlton au Québec
- Format : couleur — 1.85:1 — Mono — 35 mm
- Genre : drame, thriller
- Durée : 100 min
- Dates de sortie :
  - Suède 25 décembre 1976
  - France : 26 janvier 1977
  - Canada : 28 janvier 1977
  - États-Unis : 10 août 1977

## Distribution
- Jodie Foster (VF : elle-même) : Rynn Jacobs
- Martin Sheen (VF : Dominique Collignon-Maurin) : Frank Hallet
- Scott Jacoby (VF : Jean-François Vlérick) : Mario Podesta
- Mort Shuman (VF : lui-même) : Ron Miglioriti
- Alexis Smith : Cora Hallet
- Clesson Goodhue : Le directeur de la banque
- Hubert Noël : Un employé de la banque
- Jacques Famery : Un employé de banque
- Mary Morter : Une caissière
- Julie Wildman : Une caissière

## Autour du film
- D'abord travaillé par Laird Koenig, l'auteur même du roman du même nom, un premier projet d'adaptation théâtrale fut abandonné faute de pouvoir engager une actrice mineure sur le long terme.
- Désireux de le porter à l'écran, Nicolas Gessner en acquit les droits qui avaient un temps été détenus par Sam Spiegel, ayant dû y renoncer à cause de différends artistiques.
- Rynn, qui dans le roman empoisonnait Mme Hallet au gaz, assiste à sa mort accidentelle dans le film parce que ses financiers désapprouvaient l'idée d'un assassinat.
- Rynn et son père sont juifs dans le roman. Mais les seules références à la religion dans le film sont un livre pour apprendre l’hébreu et le vin doux et épais utilisé lors des rituels religieux[1] que fait remarquer Mme Halett. Judaism: It's established in the novel that both Rynn and her father are Jewish, but the only reference in the film is a nasty, snide remark Cora makes about the wine that "you people" drink. Other than that, Rynn is not shown to be observant. (« Judaïsme : Il est établi dans le roman que Rynn et son père sont juifs, mais la seule référence dans le film est une remarque méchante et sarcastique que Cora fait à propos du vin que « vous » buvez. En dehors de cela, Rynn ne se montre pas pratiquante. »)
- Engagée sur la base d'extraits entrevus sur la table de montage du film sur lequel travaillait Martin Scorsese Alice n'est plus ici (1974), Jodie Foster, qui porte ici une perruque, fêta ses 13 ans (âge de son personnage) durant le tournage.
- Parce que Jodie Foster désapprouvait l'ajout de la séquence de nu, sa propre mère proposa que sa sœur Connie, de 7 ans son ainée, assurât sa doublure.
- Deux hamsters figurèrent dans le film : un vivant qui survécut au tournage et qu'on offrit au costumier une fois la production bouclée, et un mort fourni par un hôpital où il avait servi de cobaye et que Martin Sheen manipula de telle sorte qu'il parût encore vivant au moment de l'occire.
- L'intrigue du roman et du film La Petite Fille au bout du chemin jouent un rôle clé dans le roman Les Visages de la vengeance, de François Lévesque

## Distinctions
- 1978 Académie des films de science-fiction, fantastique et horreur :
  - Saturn Award du Meilleur film d'horreur
  - Saturn Award de la Meilleure actrice à Jodie Foster

## Discographie
- Extrait de la bande originale du film publié en 1977 par Philips (45 tours 6042 265)[2]
- Une version complète de la bande originale est parue au Japon chez Polydor (33 tours MPF-1087)[3], rééditée sur CD chez Disques Cinémusique en 2013[4]